# Op Sterk Water

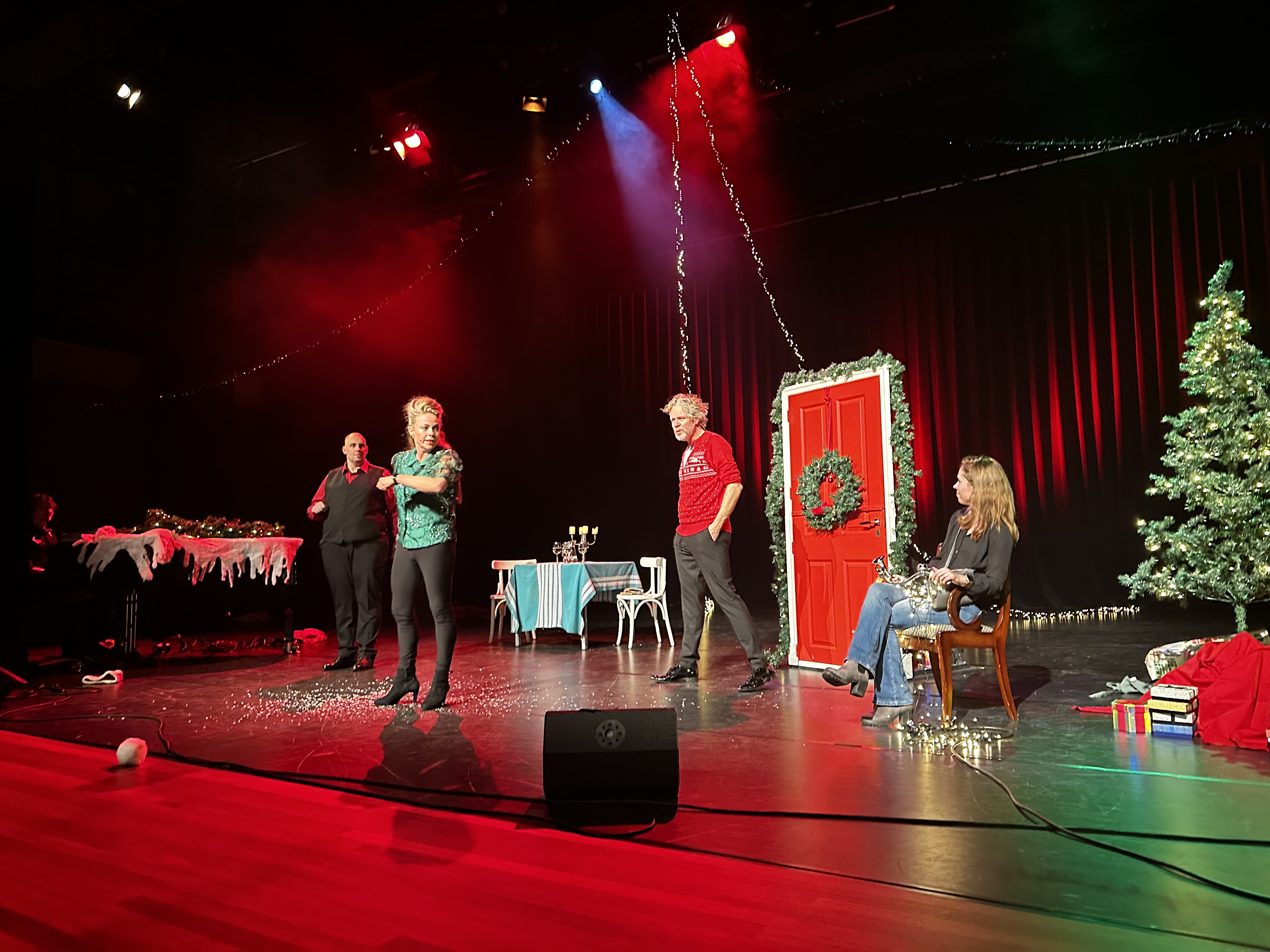
Kerst Op Sterk Water 2023

Op Sterk Water is een cabaretgroep bestaande uit cabaretiers, acteurs, muzikanten en theatermakers die zich gespecialiseerd hebben in improcabaret of improvisatietheater. Op aanwijzingen van toeschouwers ontstaat een voorstelling die bestaat uit muziek en sketches, elke keer volledig nieuw en origineel.

## Geschiedenis
Op Sterk Water werd in 1999 opgericht door René M. Broeders als onderdeel van de Stichting Try-out Theater. Sinds 2001 heeft de groep al rond de duizend optredens op haar naam staan, waaronder vijf keer Lowlands, enkele jaren in comedy club Toomler, twee keer Laughing Matters en een grote hoeveelheid theaters in Nederland en België. Ook verzorgen zij diverse optredens voor bedrijven en middelbare scholen.
In 2009 nam speler Daniel Koopmans de artistieke en zakelijke leiding over van René M. Broeders.
Enkele bekende voormalige leden van Op Sterk Water zijn: muzikant Roel van Velzen, cabaretiers Klaas van der Eerden, René van Meurs en Roemer van der Steeg en schrijver Arjen Lubach. Laatstgenoemde stopte in de zomer van 2014 met 'Op Sterk Water', zijn plek werd overgenomen door Steyn de Leeuwe.

## Huidige spelers
- Daniel Koopmans (artistiek leider)
- Steyn de Leeuwe (vanaf zomer 2014)
- Dave Luza
- Maarten Voortman (pianist)
- Tim Zeegers

## Voorstellingen[1]
- 2012-2014: Alfa
- 2014-2017: Het Wonderbaarlijke Improvisatieavontuur van Op Sterk Water
- 2016-2017: Een Wonderbaarlijke Kerst met Op Sterk Water
- 2015-2018: Het Op Sterk Water Songfestival
- 2017-2019: Een Magische Kerst met Op Sterk Water
- 2017-2019: Hotel
- 2019-2021: In Space
- 2020-2021: De Hoe Overleef Ik de Kerst Show
- 2021-2022: Maakt alles Beter
- 2022-2024: Kerst Op Sterk Water
- 2025-2026: Nieuw & Oud